# Kloster des Sankt Minas von Kes
Das Kloster des Sankt Minas von Kes (armenisch Կեսի Սուրբ Մինաս վանք) war ein heute zerstörtes armenisches Kloster aus dem Jahr 1790 in der Osttürkei. Die Klosterkirche war eine kuppellose Basilika mit Säulen. Es diente bis zum Völkermord an den Armeniern als Kloster.  Die Ruine befindet sich heute am westlichen Ende des Dorfes Gezköy in der Provinz Erzurum. Das Dorf Gezköy (früher bekannt als "Kes") wiederum befindet sich 9 km westlich des Zentrums der Stadt Erzurum.

## Etymologie
Der Heilige Minas ist ein Märtyrer und Wundertäter der christlichen Kirchen. Das Toponym "Kes" (armenisch Կես) steht im Westarmenischen für "halb", was der ehemalige historische Name des Dorfes Gezköy war.

## Geschichte
Die Surp Minas wurde im Jahre 1790 erbaut, hatte allerdings ein älteres Gebäude ersetzt, da das Jahr 1740 auf einem im Gemäuer der Kirche eingebrachten Chatschkar erscheint. Zu Beginn des 19. Jahrhunderts gab es über 100 armenisch bevölkerte Dörfer in der Ebene von Erzurum – gegen Ende des Jahrhunderts sank diese Zahl unter anderem aufgrund der Massaker von Erzurum auf etwa 50 ab. Die kurze russische Eroberung von Teilen des Osmanischen Reiches während des Russisch-Osmanischen Krieges von 1828 bis 1829 führte zur Vertreibung von etwa 10.000 armenischen Familien zumeist aus dem Vilâyet Erzurum, geschätzt etwa 75.000 Menschen, welche die sich zurückziehenden russischen Einheiten in das alte russische Hoheitsgebiet begleiteten. Zudem gab es eine Flucht der einheimischen armenischen Bevölkerung aus der Region in russisch kontrolliertes Gebiet nach dem Krimkrieg von 1853 bis 1856, und dem Russisch-Osmanischen Krieg 1877–78, als russische Einheiten erneut Erzurum eroberten. In dem Jahrzehnt vor dem Völkermord an den Armeniern ab 1915 hatte das Dorf Kes 1.103 armenische Einwohner (die 144 Haushalte ausmachten) sowie 170 muslimische Einwohner. Kes hatte auch eine Schule mit 100 Schülern. Die Dorfkirche in Kes war noch weiterhin die Surp Minas.
Während der blutigen Massaker im Zuge des Völkermords an den Armeniern im Ersten Weltkrieg wurde das Kloster schwer beschädigt.